# Laboratoire de physique des plasmas
Le Laboratoire de physique des plasmas ou LPP est un laboratoire de recherche français créé en 2009 spécialisé dans l'étude de la physique des plasmas spatiaux, des plasmas de fusion et des plasmas froids. Le LPP participe aux grands projets de la discipline : les projets spatiaux d’étude des plasmas du Système Soleil-Terre et des plasmas planétaires, le projet ITER de confinement magnétique d’un plasma de fusion ; le LPP est aussi fortement impliqué dans les technologies plasmas (utilisation des plasmas pour les nanotechnologies, la dépollution, la propulsion électrique des satellites…)

## Organisation
Le LPP est implanté  sur deux sites d’une part à Palaiseau dans les locaux de l’École polytechnique d’autre part à Sorbonne Université sur le campus Pierre-et-Marie-Curie (Jussieu). Le LPP emploie une centaine de chercheurs, doctorants, post-doctorants, ingénieurs et techniciens. Le laboratoire est une unité mixte de recherche
(UMR 7648) au Centre national de la recherche scientifique (CNRS), la tutelle principale du LPP est l’INSIS, Institut des sciences de l’ingénierie et des systèmes. Il est rattaché aussi à l’INSU, Institut national des sciences de l’univers. Le LPP est également rattaché au département de physique de l’École polytechnique au sein de Institut polytechnique de Paris, à la Faculté des sciences et ingénierie de Sorbonne Université, à l’université Paris-Saclay et à l’Observatoire de Paris, Paris Sciences et Lettres.

## Historique
Le LPP est issu de la fusion au 1er janvier 2009 du Laboratoire de physique et technologie des plasmas (LPTP) de l’École polytechnique, et du Centre d’étude des environnements terrestre et planétaires (CETP) laboratoire de l’université de Versailles-Saint-Quentin-en-Yvelines autrefois rattaché au Centre national d'études des télécommunications (CNET) sous les appellations GRI puis CRPE.

## Thèmes de recherche
Le laboratoire concentre ses recherches autour de la physique des plasmas. Ce sont des phénomènes très nombreux dans l’Univers, par exemple, les étoiles, le Soleil, les aurores polaires, la foudre, le gaz des tubes fluorescents sont des plasmas. À l’échelle cosmique, 99% de la matière visible se présente sous forme ionisée.
Les thèmes de recherche du laboratoire sont : 
- Les plasmas froids [5] qui sont utilisés dans un très grand nombre de domaines industriels qui sont étudiés pour leur intérêt pour un grand nombre, des nanotechnologies à l’environnement en passant par l’aérospatial. Cette équipe mène des travaux de recherche fondamentale et appliquée sur les plasmas froids pour améliorer des applications existantes comme l’utilisation des plasmas en microélectronique, pour la dépollution de l’air et pour la propulsion spatiale et également pour développer de nouvelles applications comme la valorisation du CO2, la médecine. Les activités de l’équipe sont à la fois expérimentales (avec en particulier le développement de diagnostics laser avancés), théoriques et de simulations numériques des plasmas froids.
- Les plasmas de fusion magnétique [6], et plus particulièrement l’étude de la turbulence et du transport associé, ont pour objectif la fusion thermonucléaire. L’équipe Plasmas de Fusion Magnétique allie des approches expérimentales, théoriques et numériques permettant une meilleure compréhension des phénomènes turbulents à l’œuvre dans les tokamaks, en particulier européens (WEST, ASDEX Upgrade, TCV), en amont du projet ITER. Sur le site de l’École polytechnique, l’équipe dispose également de l’expérience ToriX [7] permettant des études complémentaires sur les instabilités et la turbulence dans les plasmas magnétisés.
- Les plasmas spatiaux [8] qui s’intéressent à l’étude expérimentale et théorique des plasmas naturels du système solaire. Cette étude concerne l’environnement ionisé de la Terre et des objets du système solaire (Soleil, planètes, comètes, etc.), ainsi que le milieu interplanétaire. On peut citer, pour exemple, l’étude du vent solaire, de la reconnexion magnétique et des magnétosphères terrestres et extra-terrestres. L’équipe combine activités expérimentales, analyse de données spatiales, modélisation théorique et simulation numérique. L’activité de l’équipe est très fortement structurée par les projets spatiaux (Cassini, Cluster, MMS, BepiColombo, Solar Orbiter, Juice, etc.) par des participations instrumentales dans des missions spatiales développées par les agences telles que le CNES, l’ESA, la JAXA et la NASA.